# Francisco Ferrer Guardia
(Epigrafe di Mario Rapisardi)
Francisco Ferrer, all'anagrafe Francisco Ferrer Guardia (in catalano: Francesc Ferrer i Guàrdia) (Alella, 14 gennaio 1859 – Barcellona, 13 ottobre 1909), è stato un anarchico, pedagogista, massone e libero pensatore spagnolo.

## Dalla nascita alla fine del primo matrimonio
Nato ad Alella, una cittadina nelle vicinanze di Barcellona, da genitori cattolici e agricoltori benestanti, ben presto dimostrò il suo carattere libertario denunciando il parroco che aveva percosso sia lui che suo fratello: era stato infatti punito per aver voluto rendere l'ultimo saluto al defunto zio di idee libertarie che aveva voluto il funerale civile.
A 20 anni divenne controllore per le Ferrovie e approfittò del tempo libero per istruirsi da autodidatta; fu già da allora che si pose il problema dell'istruzione e dell'educazione come strumenti per l'emancipazione sociale.
Fu un seguace del capo repubblicano Manuel Ruiz Zorilla, ma il suo impegno politico gli procurò ben presto dei problemi perché perse il posto di lavoro per aver aiutato dei rifugiati politici a nascondersi sul suo treno. Inoltre nel 1885 fu esiliato a Parigi con la moglie Teresa Sanarti e i quattro figli perché implicato nell'insurrezione di Santa Coloma de Farners. Ben presto però intervenne una crisi familiare dovuta sia all'educazione religiosa che la moglie impartiva ai figli in contrasto con le idee libertarie di Ferrer, sia alla prematura morte di due dei bambini. La crisi sfociò in modo violento con una revolverata della moglie a Ferrer per costringerlo a fargli dire dove si trovavano gli altri due bambini superstiti e finalmente divorziarono nel 1899. Ferrer si risposò poco dopo, con una facoltosa insegnante parigina, Ernestina Meunier.

## Il pedagogista
Nel 1901 tornò in Spagna e grazie all'eredità di una sua allieva (per racimolare qualche soldo Ferrer impartiva anche lezioni private di spagnolo) aprì la Escuela moderna per insegnare i valori sociali radicali ai ragazzi della borghesia. Nel 1906 la scuola contava 1700 allievi distribuiti tra la sede di Barcellona e le succursali. Quello stesso anno fu arrestato perché sospettato di essere coinvolto nell'attentato del 31 maggio attuato da Mateo Morral al re Alfonso XIII, ma fu scagionato e rilasciato nel giugno 1907. Durante la carcerazione la sua scuola, accusata di essere una facciata per la propaganda anarchica, andò in fallimento e fu costretta a chiudere. Dopo il suo rilascio, scrisse nel 1908 la storia della Escuela moderna in un libro dal titolo "Le origini e gli ideali della Scuola Moderna".
Nel 1909 fondò a Madrid e Bruxelles la Lega Internazionale per l'Educazione Razionale. Si recò poi a Londra per cercare dei testi che rispecchiassero la sua pedagogia moderna, non impostata su diktat reazionari. Il 14 giugno dello stesso anno tornò dalla sua famiglia per assistere alla morte della figlia di suo fratello.

## La Settimana Tragica e la condanna a morte
In seguito alla dichiarazione della legge marziale nel 1909 durante la "Settimana Tragica" (una rivolta scoppiata il 26 luglio quando la popolazione si ribellò alla Guardia Civil che aveva il compito di far imbarcare i coscritti, per la quasi totalità appartenenti alle classi povere, mandati a combattere nelle guerre coloniali in Africa) Ferrer fu arrestato il 31 agosto con l'accusa di essere il fomentatore della rivolta. Sottoposto ad un processo farsa da parte del tribunale militare, venne condannato a morte con prove artefatte e fucilato a Barcellona, il 13 ottobre di quell'anno, nella fortezza di Montjuich.

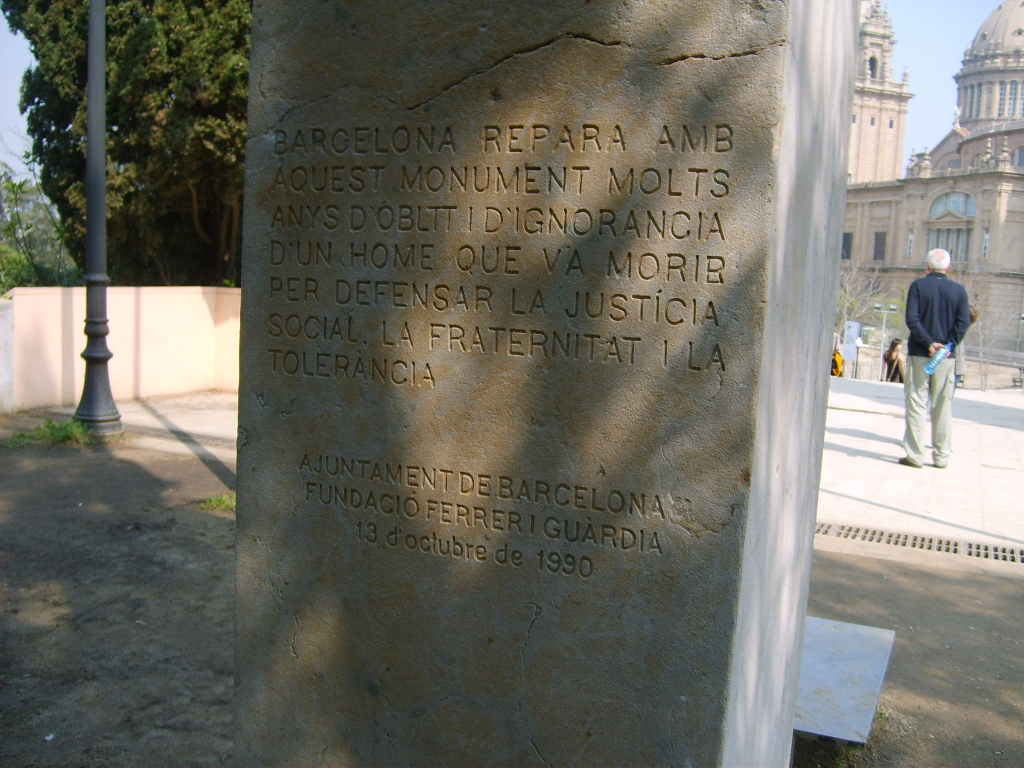
Iscrizione su un monumento dedicato a Francisco Ferrer Guardia a Barcellona. L'iscrizione recita:
BARCELLONA RIPARA CON QUESTO MONUMENTO MOLTI ANNI D'OBLIO E D'IGNORANZA NEI CONFRONTI DI UN UOMO MORTO PER DIFENDERE LA GIUSTIZIA SOCIALE, LA FRATELLANZA E LA TOLLERANZA.
COMUNE DI BARCELLONA
FONDAZIONE FERRER I GUÀRDIA
13 ottobre 1990

Poco dopo la sua esecuzione, nacquero negli Stati Uniti varie "scuole moderne" sul modello di quella di Ferrer, la prima e più importante delle quali fu costituita a New York nel 1911.

### Le reazioni in Europa alla condanna
Quando diventa di dominio pubblico la notizia della condanna a morte di Françisco Ferrer, iniziano corpose manifestazioni di protesta che degenerano talvolta in scontri di piazza sia in Spagna ma anche a Parigi, a Bruxelles, a Berlino, a Londra e in Italia. A Torino gli anarchici con altri compagni della sinistra presidiano la Camera del Lavoro chiedendo lo Sciopero generale, a tale presa di posizione seguono scontri con gli organi di repressione dello stato che assumono caratteristiche quasi insurrezionali nelle zone torinesi di Barriera di Milano e a Borgo San Paolo. A Forlì, l'ondata di manifestazioni portò, sotto la guida dell'allora socialista Benito Mussolini, la sera del 14 ottobre, a pesanti atti di vandalismo nei confronti della colonna della Madonna del fuoco che sorgeva nella principale piazza cittadina, Piazza Aurelio Saffi: i danni furono tali che le autorità decisero la rimozione del monumento.
A nulla vale per salvar la vita di Françisco Ferrer questa estesa ondata solidaristica e nel 1910 Maurizio Garino e Pietro Ferrero con gli anarchici di Torino fondano il Circolo di Studi Sociali, che nel prosieguo prenderà nome Scuola Moderna, proprio a ricordo del pedagogista anarchico catalano. Pasquale Binazzi editore e redattore de Il Libertario a La Spezia nel 1910 scrive e pubblica 'opuscolo Abbattiamo il Vaticano! a memoria del pedagogista anarchico catalano.

## LaEscuela moderna
Secondo Ferrer, il fine ultimo della civiltà è la libertà dell'individuo in una società retta da patti liberi e sempre rescindibili. Per realizzare questo fine è necessaria una educazione razionale e scientifica da impartire fin dall'infanzia, in quanto il bambino non ha idee preconcette e l'educatore dovrebbe rispettarne la volontà fisica, morale e intellettuale, anche se questo dovesse andare contro gli interessi dello stesso educatore.
Nella scuola dovevano essere applicati i principi degli ideali sociali e umani di chi disapprovava le convenzioni e i pregiudizi della società contemporanea a Ferrer.
Il pensiero di Ferrer era caratterizzato anche da un forte anticlericalismo, dovuto anche alla situazione sociale della Spagna di quel periodo. Per Ferrer la fondazione di scuole libere avrebbe potuto combattere sia la Chiesa e i suoi privilegi che lo Stato e il suo strapotere sui cittadini-sudditi.
Già dalla rivoluzione del 1868 gli strati più evoluti della classe operaia avevano creato delle scuole laiche, tentando così di dare un'istruzione diversa ai propri figli. La Escuela moderna si presentava diversa dalle altre scuole laiche perché aveva un carattere apertamente rivoluzionario, volto ad emancipare i bambini delle classi povere rifiutando qualsiasi principio di autorità sia da parte dello Stato che della Chiesa.
La scuola di Ferrer pubblicava anche dei bollettini ai quali collaborarono personaggi illustri del tempo: il geografo Élisée Reclus, l'astronomo Camille Flammarion, lo scrittore e premio nobel Anatole France, il filosofo Herbert Spencer, il biologo Ernst Haeckel, l'antropologo Pëtr Kropotkin e Lev Tolstoj.
Quando gli chiesero da dove gli fosse venuta l'idea di creare la Escuela Moderna egli rispose: semplicemente dalla scuola della mia infanzia, facendo però esattamente tutto il contrario.

## La commemorazione di Ferrer in Italia

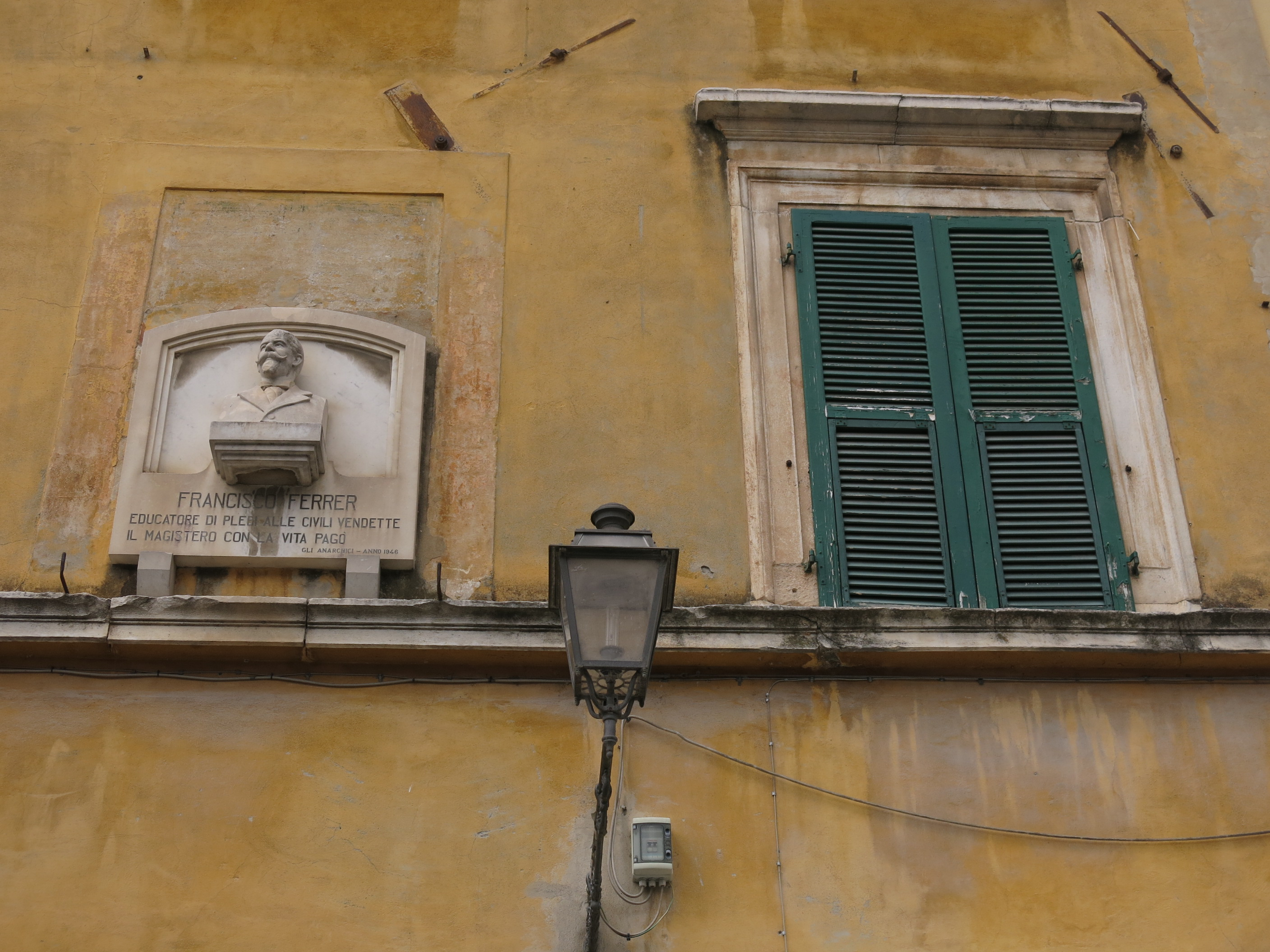
Lapide commemorativa in Piazza Alberica, Carrara:FRANCISCO FERRER
EDUCATORE DI PLEBI ALLE CIVILI VENDETTE
IL MAGISTERO CON LA VITA PAGÒ
GLI ANARCHICI - ANNO 1946

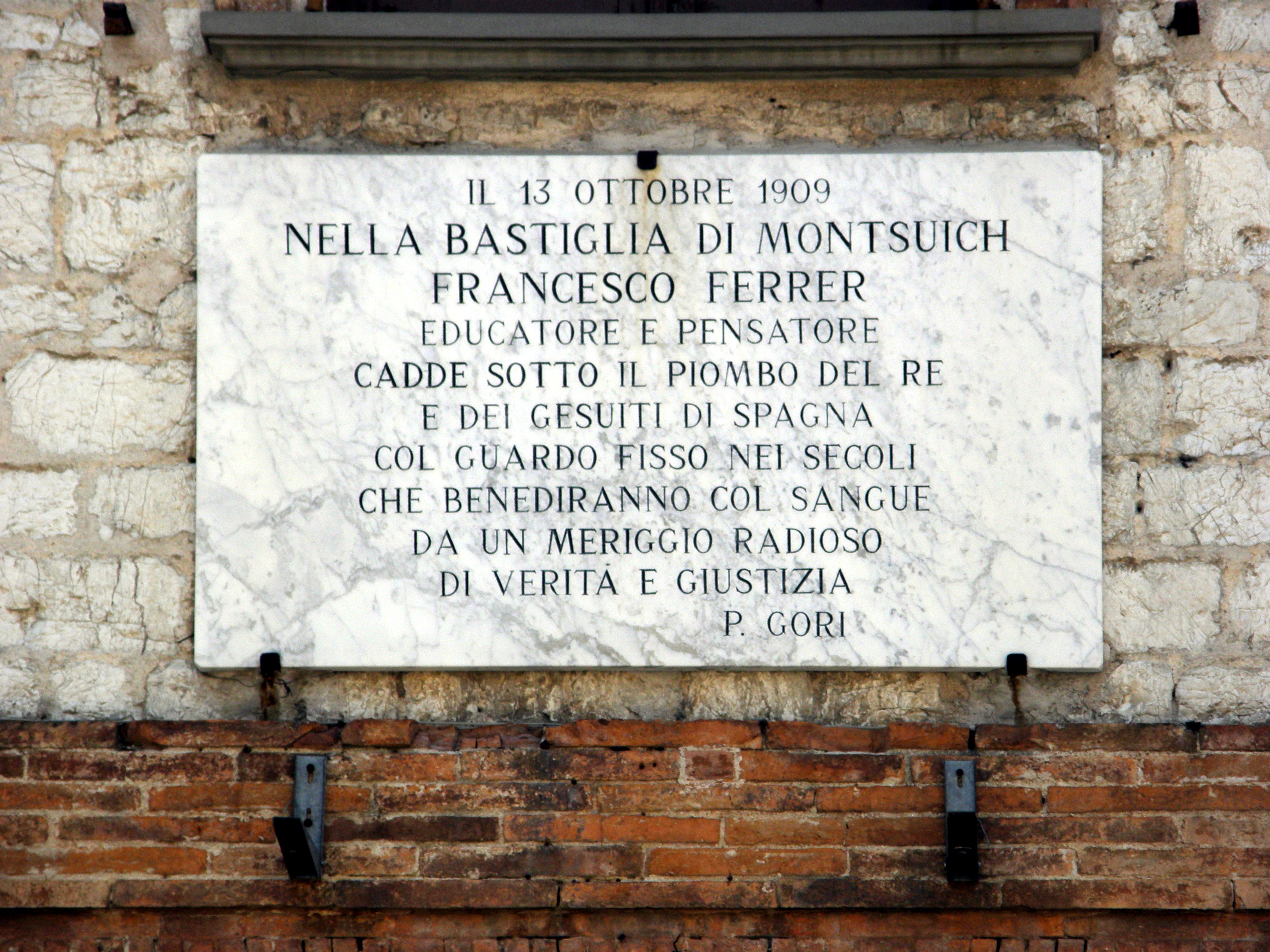
Targa in memoria di Francisco Ferrer nella piazza antistante il municipio di Arcevia, (AN):NELLA BASTIGLIA DI MONTSUICH
FRANCESCO FERRER
EDUCATORE E PENSATORE
CADDE SOTTO IL PIOMBO DEL RE
E DEI GESUITI DI SPAGNA
COL GUARDO FISSO NEI SECOLI
CHE BENEDIRANNO COL SANGUE
DA UN MERIGGIO RADIOSO
DI VERITÀ E GIUSTIZIA
P. GORI

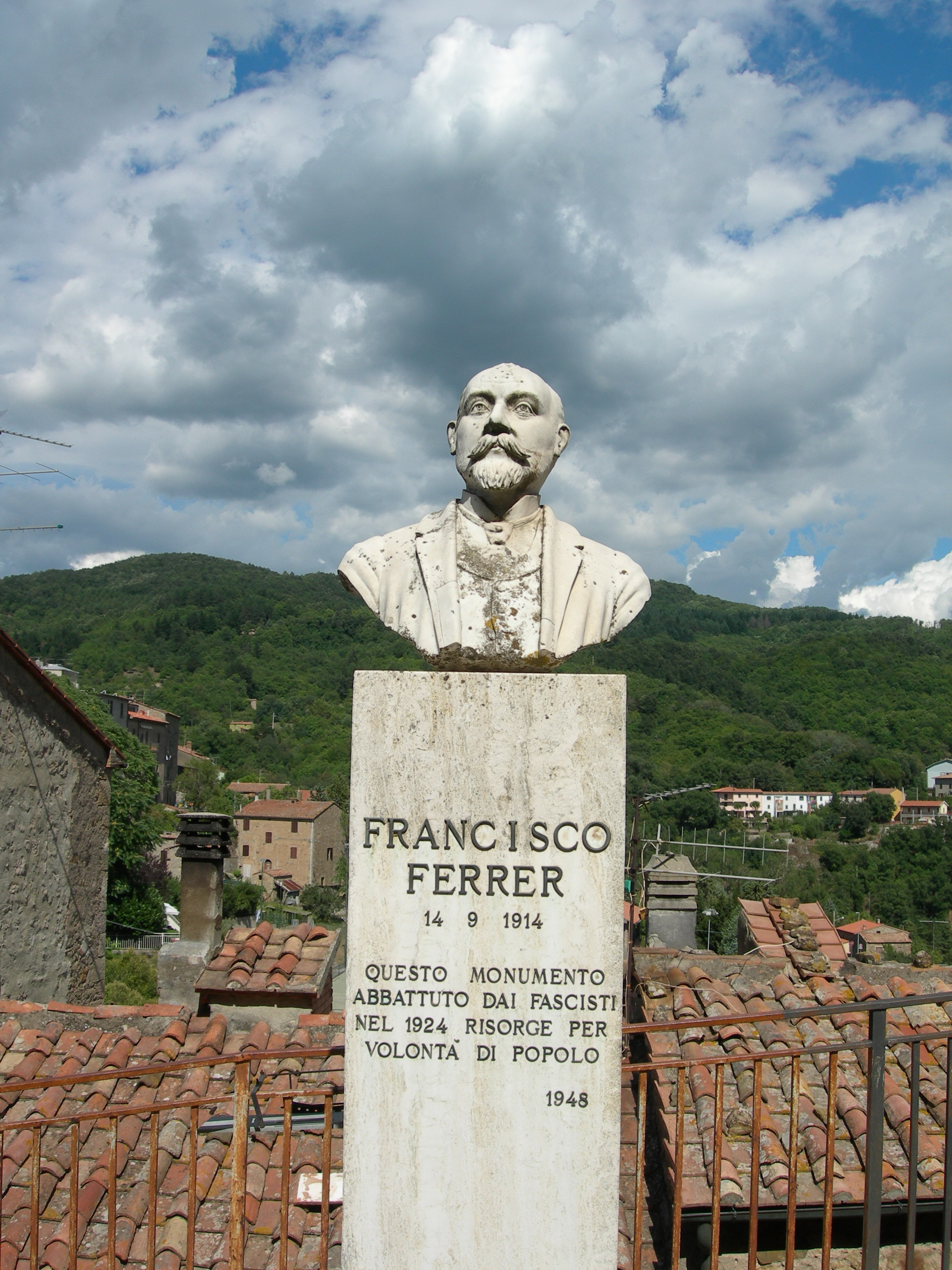
Francisco Ferrer - 14 set 1914
"Questo monumento abbattuto dai fascisti nel 1924 risorge per volontà del popolo
Roccatederighi, 1948'

In diverse città italiane sono presenti lapidi in memoria di Ferrer.
- Ad Arcevia (AN) viene posta una targa a memoria a firma di Pietro Gori.
- A Carrara è presente una lapide commemorativa di Francesc Ferrer i Guàrdia. La targa, realizzata in marmo bianco, raffigura in altorilievo il mezzobusto di Ferrer; la lapide si trova nella centralissima Piazza Alberica. Ogni 1° di maggio gli anarchici commemorano la figura di Ferrer deponendo alla base della targa una corona di garofani rossi.
- A Pisa, in via Pietro Gori, nell'ottobre del 2011, è stata ricollocata un'epigrafe, a firma dello stesso Gori, dedicata al sacrificio di Francisco Ferrer, e datata 1910. Essa è collocata sulla facciata del palazzo stante poco prima l'entrata del vecchio "Teatro Redini".
- Campiglia Marittima (LI), in Piazza della Repubblica, sono stati apposti, in epoche diverse, una targa commemorativa e un medaglione che lo ritrae realizzato dagli allievi dell'Accademia delle Belle Arti di Firenze.

Altre lapidi sono situate nelle piazze principali di:
- Fabriano (AN),
- Arcevia (AN)
- Novi di Modena (MO)
- Chiusi (SI) oltre la lapide sul palazzo Comunale ha intitolata anche una via.

Ancora:
- a Perugia nella attuale Via Cesare Battisti
- a Brescia in Via del Sebino
- a Marino, nella città metropolitana di Roma Capitale, via sono una lapide in corso Vittoria Colonna sulla facciata dell'Istituto d'arte (ex-Scuole) e una strada a lui intitolata ([5]).
- Un busto di marmo di Francesco Ferrer, fin dal 1914 si trova a Roccatederighi (GR). Nella notte del 21 settembre 1922 venne abbattuto da 7 noti fascisti del luogo e i resti, su segnalazione del brigadiere Giovanni Pellegrini, furono fatti togliere dal commissario prefettizio Gabriele Scarafia, per lire 5, a due operai del posto, Faustino Bondioli e Giuseppe Montomoli. Il busto venne conservato dai due per molti anni, seminascosto, in uno spogliatoio della scuola elementare del paese e nel 1948 restituito al suo vecchio piedistallo ove trovasi ancor oggi. (rif. Arch. di Stato Grosseto Pretura Penale di Roccastrada Atti Anno 1922).
- a Senigallia (AN) una lapide nel piazzale della Stazione Ferroviaria 8 Via Bonopera 55.
- a Spoleto (PG) a metà di Corso Giuseppe Mazzini, è titolato alla sua memoria il Largo Francisco Ferrer.
- Una lapide commemorativa è stata collocata nel 1913 nella piazza del villaggio malcantonese di Novaggio[6].
- Una lapide commemorativa è presente nell'atrio del palazzo di città di Acquaviva delle Fonti (BA). L'opera realizzata da uno scultore barese, data del 1911. Su marmo bianco, in altorilievo, il volto Di Ferrer, seguito da un'iscrizione che, nel ricordare l'ingiusta condanna del libertario da parte della monarchia spagnola, esorta ad eterna lotta per gli ideali di libertà. La lapide è corredata da una targa che riporta i nomi dei cittadini che contribuirono finanziariamente alla realizzazione dell'opera, compresi emigrati che inviarono denaro dall'America del Nord.